# حتمية صعبة

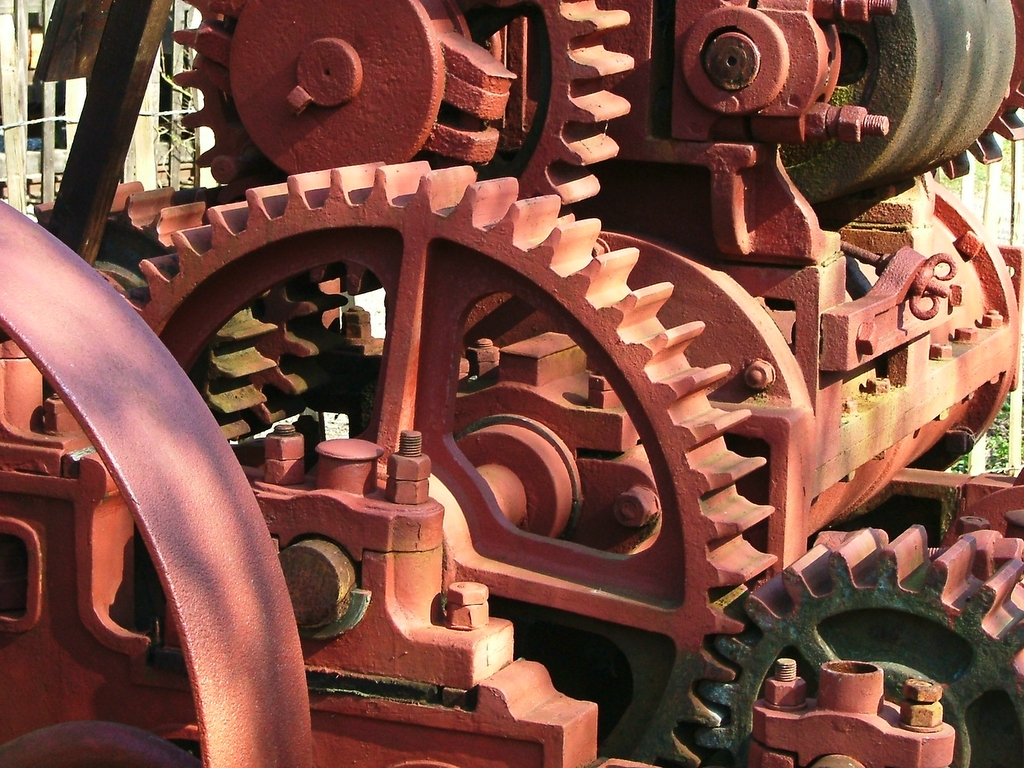
يعتقد أصحاب نظرية الحتمية الصعبة أن الناس يشبهون الساعات شديدة التعقيد، حيث أنهم عبارة عن آلات جزيئية

الحتمية الصعبة (أو الحتمية الميتافيزيقية) هي وجهة نظر حول حرية الإرادة والتي ترى أن الحتمية صحيحة، وأنها لاتوافقية مع حرية الإرادة، وبالتالي فإن حرية الإرادة غير موجودة. على الرغم من أن الحتمية الصعبة تشير عمومًا إلى الحتمية الاسمية، إلا أنها يمكن أن تكون أيضًا موقفًا يتم اتخاذه فيما يتعلق بأشكال أخرى من الحتمية التي تتطلب المستقبل بأكمله.
تتناقض الحتمية الصعبة مع الحتمية السهلة، وهي شكل توافقي من الحتمية، والتي تؤكد أن حرية الإرادة قد توجد على الرغم من الحتمية. إنه يتناقض أيضًا مع الليبرتارية الميتافيزيقية، الشكل الرئيسي الآخر من اللاتوافقية الذي يرى أن حرية الإرادة موجودة وأن الحتمية خاطئة.